# 台灣隆胸長蝽
台彎隆胸長蝽（学名：Eucosmetus formosus）为長蝽科隆胸長蝽屬下的一个种。